# کارلیای شرقی

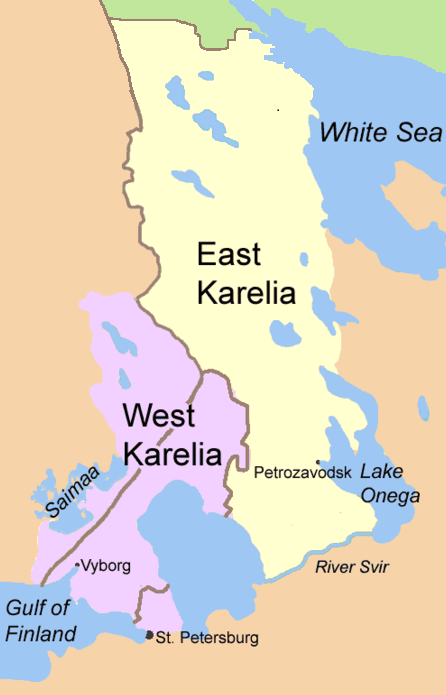
کارلیای شرقی و کارلیای غربی با مرزهای ۱۹۳۹ و ۱۹۴۰/۱۹۴۷. آنها همچنین به ترتیب به عنوان کارلیای روسی و کارلیای فنلاندی شناخته می‌شوند. شرق و غرب کارلیا.

کارلیای شرقی یا کارلیای روسی (فنلاندی: Itä-Karjala) همچنین به عنوان کارلیای شرقی یا کارلیای روسی، نام بخشی از کارلیا است که از زمان معاهده استولبوو در سال ۱۶۱۷، کلیسای ارتدکس شرقی تحت سلطه روسیه باقی مانده‌است. از بخش غربی کارلیا که کارلیای فنلاندی یا کارلیای سوئدی تاریخی نامیده می‌شود (قبل از سال ۱۸۰۸) جدا است. بیشتر مناطق کارلیای شرقی بخشی از جمهوری کارلیا در فدراسیون روسیه شده‌است.